# Euphorbia potosina
Euphorbia potosina là một loài thực vật có hoa trong họ Đại kích. Loài này được Fernald mô tả khoa học đầu tiên năm 1901.